# Saahdiq Charles
Saahdiq Charles (Jackson, 26 luglio 1999) è un giocatore di football americano statunitense che milita nel ruolo di offensive lineman per il Washington Football Team della National Football League (NFL).

## Carriera

### Washington Football Team
Al college Charles giocò a football a LSU vincendo il campionato NCAA nel 2019. Fu scelto nel corso del quarto giro (108º assoluto) del Draft NFL 2020 dai Washington Redskins. Dopo avere perso le prime cinque gare per infortunio debuttò come professionista partendo come titolare nella settimana 6 al posto di Wes Martin che aveva faticato a inizio stagione. Si infortunò nuovamente al ginocchio però già nel primo quarto, e fu inserito in lista infortunati il 24 ottobre 2020.